# Love (Familienname)
Love ist der Familienname folgender Personen:
- Aaliyah Love (* 1981), US-amerikanische Pornodarstellerin
- Airrion Love (* 1949), US-amerikanischer Musiker
- Andrew Love (1941–2012), US-amerikanischer Musiker und Songwriter
- Angelina Love (* 1981), eigentlich Lauren Ann Williams, kanadische Wrestlerin
- Augustus Edward Hough Love (1863–1940), englischer Mathematiker
- Akiley Love (* 2009), US-amerikanische Schauspielerin
- Avi Love (* 1995), US-amerikanische Pornodarstellerin
- Bessie Love (1898–1986), US-amerikanische Schauspielerin
- Bob Love (1942–2024), US-amerikanischer Basketballspieler
- Brandi Love (* 1973), US-amerikanische Pornodarstellerin
- Brianna Love (* 1985), US-amerikanische Pornodarstellerin
- Bryce Love (* 1997), US-amerikanischer American-Football-Spieler
- Caitlyn Taylor Love (* 1994), US-amerikanische Schauspielerin und Sängerin
- Cecil Love (1898–1995), US-amerikanischer Spezialeffektkünstler und Filmtechnikpionier
- Clarence Love (1908–1998), US-amerikanischer Bigband-Leader
- Clarence Love (* 1976), US-amerikanischer American-Football-Spieler
- Clayton Love (1927–2010), US-amerikanischer Bluespianist und Sänger
- Courtney Love (* 1964), US-amerikanische Musikerin
- Daddy John Love (†), US-amerikanischer Old-Time-Musiker
- Darlene Love (* 1941), eigentlich Darlene Wright, amerikanische Sängerin und Schauspielerin
- Davis Love III (* 1964), US-amerikanischer Golfspieler
- Divinity Love (* 1986), tschechische Pornodarstellerin
- Donald Love (* 1994), schottischer Fußballspieler
- Dorothy Love Coates (1928–2002), US-amerikanische Gospelsängerin
- Faizon Love (* 1968), US-amerikanischer Schauspieler
- Francis J. Love (1901–1989), US-amerikanischer Politiker
- Geoff Love (Musiker) (1917–1991), britischer Orchesterleiter
- Geoff Love (Klimatologe), australischer Klimatologe
- Iris Love (1933–2020), US-amerikanische Archäologin
- Jack Cooper-Love (* 2001), schwedischer Fußballspieler
- James Love (Dichter) (1722–1774), britischer Schauspieler, Autor und Dichter
- James Love (Offizier) (1789–1866), britischer Offizier
- James Love (Politiker) (1795–1874), US-amerikanischer Politiker
- Jim Love (* 1953), neuseeländischer Rugby-Union-Trainer
- J’Leon Love (* 1987), US-amerikanischer Boxer
- Joanne Love (* 1985), schottische Fußballspielerin
- John Love (Theologe) (1757–1825), schottischer Theologe
- John Love (Politiker) (vor 1807–1822), US-amerikanischer Politiker
- John Love (Rennfahrer) (1924–2005), rhodesischer Autorennfahrer
- John Arthur Love (1916–2001), US-amerikanischer Politiker
- Jordan Love (* 1998), US-amerikanischer American-Football-Spieler
- Kandace Love (* 1984), US-amerikanische Fußballspielerin
- Kaysha Love (* 1997), US-amerikanische Bobfahrerin
- Kelvin Love (* 1978), US-amerikanischer American-Football-Spieler
- Kermit Love (1916–2008), US-amerikanischer Puppendesigner
- Kevin Love (* 1988), US-amerikanischer Basketballspieler
- Kylie Sonique Love (* 1983), US-amerikanische Dragqueen, Sängerin und Tänzerin
- Laura Beth Love (* 1981), US-amerikanische Kamerafrau, Beleuchterin und Filmschaffende
- Lauri Love (* 1984), finnisch-britischer Aktivist und Hacker
- Leandro Love (* 1985), brasilianischer Fußballspieler
- Lilith Love (* 1964), niederländische Kunstfotografin und bildende Künstlerin
- Loni Love (* 1971), US-amerikanische Komikerin und Schauspielerin
- Lucretia Love (1941–2019), US-amerikanische Schauspielerin
- Mia Love (1975–2025), amerikanische Politikerin
- Mike Love (* 1941), US-amerikanischer Musiker
- Mike Love, US-amerikanischer Reggae-Musiker und Sänger aus Hawaii
- Montagu Love (1877–1943), britischer Schauspieler
- Nancy Harkness Love (1914–1976), US-amerikanische Pilotin
- Nat Love (1854–1921), US-amerikanischer Sklave, Cowboy, Rodeoreiter und Autor
- Nick Love (* 1969), britischer Regisseur und Drehbuchautor
- Paal Nilssen-Love (* 1974), norwegischer Jazz-Schlagzeuger
- Peter Early Love (1818–1866), US-amerikanischer Politiker
- Phyllis Love (1925–2011), US-amerikanische Schauspielerin
- Preston Love (1921–2004), US-amerikanischer Jazzmusiker
- Rebecca Love (* 1977), US-amerikanische Schauspielerin und ehemalige Pornodarstellerin
- Rodney M. Love (1908–1996), US-amerikanischer Politiker
- Shy Love (* 1978), US-amerikanische Pornodarstellerin und Pornoregisseurin
- Sinnamon Love (* 1973), US-amerikanische Pornodarstellerin
- Stan Love (1949–2025), US-amerikanischer Basketballspieler
- Stanley G. Love (* 1965), US-amerikanischer Astronaut
- Susan Love (1948–2023), US-amerikanische Medizinerin
- Tabitha Love (* 1991), kanadische Volleyball-Nationalspielerin
- Thomas C. Love (1789–1853), US-amerikanischer Politiker
- Vágner Love (* 1984), brasilianischer Fußballspieler
- William Carter Love (1784–1835), US-amerikanischer Politiker
- William F. Love (1850–1898), US-amerikanischer Politiker
- Willie Love (1906–1953), US-amerikanischer Bluespianist

Künstlername
- Love, eigentlich Arsenio Cabungula (* 1979), angolanischer Fußballspieler
- Monie Love (Simone Gooden; * 1970), britische Rapperin, MC und Radiomoderatorin in den USA